# Monika Sikorska-Wojtacha
Monika Sikorska-Wojtacha (ur. 1948, zm. 26 października 2014) – polska pianistka, pedagog.

## Życiorys
Początkowo studiowała w Państwowej Wyższej Szkole Muzycznej w Łodzi w klasie prof. Władysława Kędry, a następnie kontynuowała w Państwowej Wyższej Szkole Muzycznej w Katowicach w klasie prof. Bolesława Woytowicza, gdzie ukończyła studia w 1972. Podczas studiów w 1970 została laureatką I ogólnopolskiego Konkursu Pianistycznego, następnie podczas IV Konkursu na Stypendia Artystyczne im. Fryderyka Chopina w 1972 i na VII Festiwalu Pianistyki Polskiej w 1974. Monika Sikorska-Wojtacha była profesorem zwyczajnym w Katedrze Fortepianu Akademii Muzycznej im. K. Szymanowskiego w Katowicach, w latach 2005-2012 pełniła funkcję Kierownika Katedry Fortepianu i Prodziekana Wydziału Instrumentalnego. Prowadziła czynne życie koncertowe, występowała w kraju i za granicą z koncertami symfonicznymi, recitalami i występami kameralnymi. Pozostawiła po sobie liczne nagrania radiowe i telewizyjne, a także m.in. płytę z utworami Bolesława Woytowicza na fortepian (12 Etiud, 3 Tańce Polskie, 2 Mazurki). 
Pochowana na cmentarzu parafialnym w Brzozowicach-Kamieniu w Piekarach Śląskich.

## Odznaczenia
- Złoty Krzyż Zasługi;
- Srebrny Krzyż Zasługi.